# Eugénie Salanson
Eugénie Salanson, née à Albert le 15 décembre 1836 et morte le 23 juillet 1912 à Saint-Pair-sur-Mer (Manche), est une artiste peintre française. Elle réalise des portraits et des scènes de genre.

## Biographie

### Famille et formation
Née en 1836, Eugénie Alexandrine Marie Salaison est la fille aînée de Pierre-David Salanson, originaire d'Ispagnac (Lozère), alors receveur des impôts à Albert (Somme), et de Victorine-Angélique Boucher, originaire de Saint-Valery-sur-Somme. En 1841 naît une seconde fille, et en 1843 naissent deux sœurs jumelles, dont Élise qui deviendra élève d'Eugénie. La famille s'établit en 1852 au 24, rue des Salines à Saint-Omer où Pierre-David Salanson est nommé receveur principal et où il meurt le 13 mars 1863.
Eugénie Salanson commence sa formation à Saint-Omer avec M. Crocher, de Calais. Elle s'installe ensuite à Paris. Elle ne peut accéder à l'École des beaux-arts, réservée aux hommes, et suit l'enseignement de Léon Cogniet, puis de William Bouguereau à l'Académie Julian.

### Carrière
L'influence de Cogniet, dont elle présente un portrait au Salon de 1877 à Paris, lui assure de nombreuses commandes de la part de la bourgeoisie et de la haute société. L'empreinte de Bouguereau et d'Augustin Feyen-Perrin est perceptible dans les peintures de paysannes italiennes et les scènes maritimes qu'elle expose régulièrement au Salon.
Eugénie Salanson multiplie les expositions, en France et à l'étranger. Forte de sa réussite, elle mène à Paris un train de vie bourgeois.
La Maison Braun et Cie reproduit ses tableaux, et son succès traverse les frontières. Comme pour son maître William Bouguereau, ses œuvres sont recherchées en Angleterre et outre-Atlantique.
Dans les années 1880, Eugénie Salanson acquiert la villa Saint-Joseph dans la naissante cité balnéaire de Saint-Pair à proximité de Granville. C'est cette région qui lui inspire de nombreux tableaux avec pour thèmes récurrents de jeunes pêcheuses du pays. Sa peinture À marée basse (1890), est éditée dans le livre Women Painters of the World (1905).
Au milieu des années 1880, Eugénie Salanson s'installe dans son dernier domicile parisien du 117, rue Notre-Dame-des-Champs. Cette rue abrite de nombreux ateliers d'artistes — William Bouguereau y possède un hôtel particulier —, au 117, Eugénie Salanson côtoie Camille Claudel qui y loue un atelier, dès 1882, avec d'autres femmes sculpteurs.
À partir de 1889, la calligraphie de la signature de ses tableaux évolue vers une écriture plus ronde, ce qui permet de situer la période ou l’artiste a peint les tableaux non datés.
En 1892 elle expose à la Royal Academy de Londres.
Elle meurt célibataire en 1912 à Saint-Pair-sur-Mer.

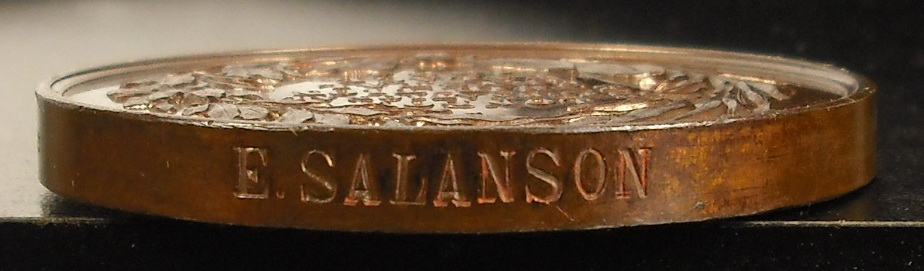
Médaille de bronze, Exposition internationale de 1884, Crystal Palace, Londres.

## Œuvres
| Tableau                       | Titre                                                                        | Date d'exécution | Support et dimensions                            | Expositions, notes | Lieu de conservation                      |
| ----------------------------- | ---------------------------------------------------------------------------- | ---------------- | ------------------------------------------------ | --- | ----------------------------------------- |
|                               | Nature morte le dessus d’une table de ferme                                  | vers 1864        | huile sur toile 82 × 96 cm ovale                 | Salon de l'Académie des beaux-arts à Paris en 1864 Vente Aguttes, Neuilly-sur-Seine novembre 2015                                                                                          | Localisation inconnue                     |
|                               | À un balcon (Anaïse, Élise Salanson, et ? )                                  | 1866             | huile sur toile 116 × 89 cm                      | Exposition des beaux-arts de Rouen Vente Aguttes, Drouot décembre 2014 | Localisation inconnue                     |
| Nature morte aux raisins      | Nature Morte Aux Raisins                                                     | 1868             | huile sur toile 48 × 36 cm                       | | Localisation inconnue                     |
|                               | Portrait de Mme Pierre David Salanson                                        | 1870             | huile sur toile 46 × 38 cm                       | Salon de l'Académie des beaux-arts à Paris en 1870 | Localisation inconnue                     |
|                               | Portrait d'Élise Salanson                                                    | 1870             | huile sur toile 65 × 55 cm                       | | Collection privée                         |
|                               | Portrait d'Élise Salanson                                                    | 1870             | huile sur carton 42 × 35,5 cm                    | | Localisation inconnue                     |
|                               | Le Sacré Cœur de Jésus                                                       | 1871             | huile sur toile 81 × 61 cm                       | | Église Saint-Nicolas de Villers-Cotterêts |
|                               | Portrait d'Élise Salanson                                                    | 1873             | huile sur toile 92 × 73 cm                       | | Localisation inconnue                     |
|                               | Portrait de Charlotte Meniolle née Salanson                                  | 1873             | huile sur toile 100 × 81 cm                      | | Localisation inconnue                     |
|                               | Prière pour la France                                                        | 1874             | huile sur toile 80 × 59 cm                       | Exposition de Laval en 1874, médaille d'argent Salon de l'Académie des beaux-arts à Paris en 1875 sous le titre Alsacienne priant pour la France modèle : Élise Salanson                   | Laval, musée du Vieux-Château             |
|                               | Sur la grève                                                                 | vers 1879        | huile sur toile 138 × 80 cm                      | Salon de l'Académie des beaux-arts à Paris en 1879 | Localisation inconnue                     |
|                               | Portrait de jeune fille                                                      | vers 1880        | huile sur toile 50 × 42 cm                       | toile acquise par le musée Bertrand en 1882 | Châteauroux, musée Bertrand               |
|                               | Partie pour la pêche de nuit                                                 | 1882             | huile sur toile 138 × 103 cm                     | Salon des artistes français à Paris en 1882 œuvre présente au catalogue (édition 1896) des reproductions de la maison Ad. Braun et Cie (no 1513)                                           | Paisley, Museum and Art Galleries (en)    |
|                               | Portrait de Jean Bosco                                                       | 1883             | huile sur toile                                  | | Localisation inconnue                     |
|                               | La Fille du pêcheur                                                          | 1885             | huile sur toile                                  | Salon des artistes français à Paris en 1885 œuvre présente au catalogue (édition 1896) des reproductions de la maison Ad. Braun et Cie (no 2453)                                           | Localisation inconnue                     |
|                               | Jeune pêcheuse                                                               | 1885             | huile sur toile 127 × 81 cm                      | | Localisation inconnue                     |
|                               | La Bonne Prise                                                               | vers 1885        | huile sur toile 106 × 68 cm                      | | Localisation inconnue                     |
|                               | La Francine de Granville                                                     | vers 1885        | huile sur toile 55 × 46 cm                       | légué au musée en 1917 par James Thomas Blair | Manchester Art Gallery                    |
|                               | La Pêcheuse                                                                  | vers 1885        | huile sur toile 135 × 80 cm                      | vente Sotheby's, New York octobre 2008 | Rochester, Memorial Art Gallery           |
|                               | La Paysanne                                                                  | vers 1885        | huile sur toile 132 × 86 cm                      | | Localisation inconnue                     |
| Père Franciscain par Salanson | Frère franciscain                                                            | 1887             | huile sur toile 33 × 25 cm                       | | Collection privée                         |
|                               | Portrait de Maurice de Blic                                                  | 1888             | huile sur toile 75 × 47,5 cm                     | vente Beaussant Lefèvre, Drouot juin 2016 | Localisation inconnue                     |
|                               | Portrait de la marquise de Croix (née Antoinette de Durfort Civrac de Lorge) | 1889             | huile sur toile 72 × 62 cm                       | vente Beaussant Lefèvre, Drouot mars 2012 | Localisation inconnue                     |
| L'attente                     | L'attente                                                                    | 1889             | huile sur toile 106 × 70,5 cm                    | | Localisation inconnue                     |
|                               | Portrait de petite fille                                                     | vers 1890        | huile sur toile 41 × 33 cm                       | légué au musée en 1917 par James Thomas Blair | Manchester Art Gallery                    |
|                               | À la fontaine                                                                | vers 1890        | huile sur toile marouflée sur panneau 46 × 38 cm | étiquette au verso : « The House of O'Brien, Chicago, Illinois » vente Heritage Auctions, décembre 2017                                                                                    | Localisation inconnue                     |
|                               | À marée basse                                                                | 1890             | huile sur toile                                  | œuvre éditée dans le livre Women Painters of the World par Walter Shaw Sparrow (1905) œuvre présente au catalogue (édition 1896) des reproductions de la maison Ad. Braun et Cie (no 3628) | Localisation inconnue                     |
| Fleurs des Champs             | Fleurs des Champs                                                            | vers 1904        | huile sur toile 79 × 67 cm                       | Salon des artistes français de 1904 | Localisation inconnue                     |

## Expositions et Salons
- 1869 : L'Enfant au raisin, Exposition des beaux-arts de Rouen.
- 1869 : Nature morte raisins et vase de fleurs renversé, salon de l'Académie des beaux-arts à Paris.
- 1870 : Nature morte fleurs et fruits, salon de l'Académie des beaux-arts à Paris.
- 1872 : Portrait du docteur Coze, salon de l'Académie des beaux-arts à Paris.
- 1873 : Portrait de Mme la comtesse P. de la L… ; Portrait de M. Panard, Salon de l'Académie des beaux-arts à Paris.
- 1874 : Portrait du vice-amiral Charles de Dompierre d'Hornoy, Salon de l'Académie des beaux-arts à Paris.
- 1874 : Portrait du marquis de G…, Exposition de la société des amis des arts de Seine-et-Oise à Versailles.
- 1875 : Rêverie, Salon de l'Académie des beaux-arts à Paris.
- 1875 : Portrait d’enfant, Exposition de la Société des amis des arts de Seine-et-Oise à Versailles.
- 1875 : Gai repos de la jeune faneuse ; L'Attente, Exposition de la Société des amis des arts de Lyon.
- 1876 : Portrait de M. Degrave ; Le Chemin de la fontaine, Salon de l'Académie des beaux-arts à Paris.
- 1877 : Portrait de M. Léon Cogniet ; Portrait de M. C… sénateur, Salon de l'Académie des beaux-arts à Paris.
- 1878 : Portrait de M. Chauveau ; Du Mouron pour les petits oiseaux, Salon de l'Académie des beaux-arts à Paris.
- 1878 : Jeune fille tricotant, Exposition universelle de Paris.
- 1879 : Sur la grève ; L'Attente, Salon de l'Académie des beaux-arts à Paris.
- 1879 : La Pauvrette ; En route pour la fontaine, Exposition des beaux-arts de Pau.
- 1880 : En route ; Humble récolte, Salon de l'Académie des beaux-arts à Paris.
- 1881 : Le Jeune Pêcheur ; La Paysanne, Salon des artistes français à Paris.
- 1881 : Pêcheuse normande ; En attendant la marée, Winter Exhibition, United Arts Gallery à Londres.
- 1882 : Sur le port, Salon des artistes français à Paris.
- 1883 : Sur la plage ; Retour de pêche, Salon des artistes français à Paris.
- 1884 : La Bonne Prise ; La Récolte de varech, Salon des artistes français à Paris.
- 1885 : Sur la falaise, Salon de la société des amis des arts de Bordeaux.
- 1885 : Le Contraste, Exposition de la Société des amis des arts de Lyon.
- 1885 : La Ramasseuse d'épaves (1883), Salon des artistes français à Paris.
- 1886 : Avant la pêche (1886), Salon des artistes français à Paris.
- 1887 : Portrait de M. Léon Le Port (magistrat), Salon des artistes français à Paris.
- 1888 : Portrait de M. le général S… ; Portrait de la comtesse de la T…, Salon des artistes français à Paris.
- 1889 : L'Attente, Salon de blanc et noir par la Société des amis des arts du Limousin à Limoges.
- 1889 : Portrait de M. … (magistrat), Salon des artistes français à Paris.
- 1891 : Pêcheuse, Exposition de l'Art Association de Montréal.
- 1892 : Salon de la Royal Academy à Londres.
- 1894 : Portrait de Mme de …, Salon des artistes français à Paris.
- 1895 : Portrait de Mlle …, Salon des artistes français à Paris.
- 1896 : Portrait de Pierre…, Salon des artistes français à Paris.
- 1897 : Portrait de M. Burlureaux ; Portrait de Marie, Salon des artistes français à Paris.
- 1898 : Portrait de M. le comte de Miramon ; Portrait de M. le comte de Kergorlay, Salon des artistes français à Paris.
- 1899 : Portrait de M. le général de Vaulgrenant ; Portrait de Mme la baronne de B…, Salon des artistes français à Paris.
- 1900 : Portrait du général de France, Salon des artistes français à Paris.
- 1901 : Portrait de Mme la vicomtesse de …, Salon des artistes français à Paris.
- 1902 : Portrait de Mme la vicomtesse de …, Salon des artistes français à Paris.
- 1904 : Fleurs des champs ; En Bretagne, Salon des artistes français à Paris.
- 1905 : Portrait, Salon des artistes français à Paris.
- 1906 : Portrait de M. Émile Deriolaine, Salon des artistes français à Paris.